# هيلينا ريرك
هيلينا إيفانوفنا ريرك (ولدت باسم شابوشنيكوفا؛ بالروسية: Елéна Ивáновна Рéрих؛ 12 فبراير 1879 - 5 أكتوبر 1955) كانت ثيوصوفية روسية، وكاتبة وشخصية عامة. وفي أوائل القرن العشرين ابتكرت بالتعاون مع معلمي الشرق تعليمًا فلسفيًا عن الأخلاق الحية («أغني يوغا»). وكانت منظمة ومشاركة في النشاط الثقافي في الولايات المتحدة، والذي أقيم بتوجيه من زوجها نيكولاس ريشي (ريرك). وشاركت مع زوجها في رحلات استكشافية لمناطق يصعب الوصول إليها ولم تستكشف كثيرًا في آسيا الوسطى. وقد كانت الرئيسة الفخرية ومؤسسة معهد دراسات الهيمالايا «أوروسفاتي» في الهند، وشاركت في تأليف فكرة المعاهدة الدولية لحماية المؤسسات الفنية والعلمية والآثار التاريخية (راية السلام «ميثاق ريرك»). وترجمت مجلدين من العقيدة السرية لهيلينا بتروفنا بلافاتسكي، ورسائل المهاتما المختارة (كأس الشرق) من الإنجليزية إلى الروسية.

## حياتها

### حياتها المبكرة
ولدت ريرك في عائلة إيفان إيفانوفيتش شابوشنيكوف، وهو مهندس معماري معروف في سانت بطرسبرغ.
تنتمي والدة ريرك إيكاترينا فاسيليفنا شابوشنيكوفا إلى عائلة غولنشيف كوتوزوف العريقة، والتي جائت من مدينة نوفغورود في نهاية القرن الثالث عشر. وكان من بين أعضاء هذه العائلة البارزين المشير ميخائيل إيلاريونوفيتش غولنشيف كوتوزوف، وهو شاعر معروف من أواخر القرن التاسع عشر؛ والملحن أرسيني أركاديفيتش غولنشيف كوتوزوف؛ وموديست بتروفيتش موسورسكي.
نشأت ريرك وتعلمت التقاليد الثقافية الغنية لعائلتها. ومنذ الطفولة كانت فضوليّة ومستقلة. وقد أظهرت مواهبها في عدد من المجالات منها العزف على البيانو، وبحلول سن السابعة استطاعت القراءة والكتابة بثلاث لغات. ومنذ صغرها بدأت بقراءة الكتب الفنية والتاريخية والروحية والفلسفية.
في عام 1895 تخرجت ريرك من مدرسة مارينسكي الداخلية في سانت بطرسبرغ «بميدالية ذهبية»، وهي جائزة خاصة للتميز في الدراسة. وعلى الرغم من أن التعليم الذي تلقته هناك كان ذا جودة عالية، غالبًا ما درست ريرك بمفردها. وتعلمت الرسم، واطلعت على الأدب الروسي والأوروبي جيدًا، ودرست تاريخ الدين والفلسفة، وأبدت اهتمامًا كبيرًا بأعمال الفلاسفة الهنود راماكريشنا، وفيفي كاناندا، وروبندرونات طاغور، الذي تزوجت ابنة أخته الكبرى دفيكا راني تشودهوري لاحقًا بابنها سفيتوسلاف.
بعد الانتهاء من تعليمها في المدرسة الداخلية، التحقت ريرك بمدرسة سانت بطرسبرغ الموسيقية الخاصة، برئاسة عازف البيانو أ. بوروفكا. وقد كان شخصية بارزة في الثقافة الموسيقية في بطرسبورغ في ذلك الوقت، وكان يشرف شخصيًا على ريرك.
بعد التخرج، والذي كان يهدف بشكل أساسي إلى الكشف عن المرشحين الموهوبين الذين يجب أن يتلقوا تعليمًا موسيقيًا عاليًا، كانت ريرك تنوي مواصلة تعليمها في معهد سانت بطرسبرغ. لكن أقاربها منعوها من دخول المعهد الموسيقي خوفًا من اهتمامها بالأفكار الثورية الموجودة في بيئة الطلاب. وهكذا واصلت ريرك تعليمها في المنزل، حيث أتقنت فهمها للغات الأجنبية، وقراءة أشياء كثيرة.

## الزواج والعائلة
غالبًا ما أمضت ريرك ووالدتها الصيف في بولوغوي في منطقة نوفغورود، مع خالتها إي. في. بوتاتينا، في ملكية زوجها الأمير ب. بوتاتين. في عام 1899 التقت في بولوغوي بالرسام وعالم الآثار نيكولاس كونستانتينوفيتش ريرك. وأحبا بعضهما، وعلى الرغم من معارضة أقاربها، تزوجت بنيكولاس في عام 1901 في سانت بطرسبرغ.
في عام 2001 في المكان الذي التقيا فيه لأول مرة في بولوغوي بُني نصب تذكاري باسم «نصب الحب». وهو يحمل اقتباسًا من مقال نيكولاس ريرك «الجامعة»: «قابلت لادا (إلهة الحب) شريكتي وملهمتي في بولوغوي، في ملكية الأمير ب أ بوتاتين. يا لسعادة!». كان هذا تحالفًا قويًا بين شخصين محبين تجمعهما مشاعر متبادلة عميقة ووجهات نظر مشتركة. وكتب نيكولاس ريرك عن زواجهما في سنواته المتدهورة: «لقد تجاوزنا أي عقبات وديًا. وتحولت العقبات إلى احتمالات. كرست كتبي: «إلى هيلينا، زوجتي، وصديقي، وشريكتي، والملهمة». وكانت لوحات ريرك نتيجة إبداعهما المشترك. وكان يقول إنها «من تقود» في كتبه، وأكد أنه على العديد من لوحاته يجب وضع توقيعين: توقيعه وتوقيع ريرك. «لقد أبدعنا معًا، وليس دون سبب قيل إن الأعمال يجب أن تحمل اسمين، لمرأة ورجل.